# Minzione imperiosa
La minzione imperiosa o urgenza minzionale è l'incapacità di trattenere l'urina dal momento in cui si inizia a sentire lo stimolo. È spesso associata, sebbene non necessariamente, a incontinenza urinaria, pollachiuria, nicturia e cistite interstiziale. La sintomatologia tende sovente ad aumentare con l'età e, quando incontrollabile e non affrontata per tempo con l'aiuto di un urologo, può provocare incontinenza da urgenza.

## Generalità
Questa improvvisa, irresistibile urgenza di urinare (denominata appunto "imperiosa" per l'"irresistibile" e "impellente" bisogno di urinare), può presentarsi in concomitanza con certe attività sportive, alcuni movimenti involontari, o essere anche semplicemente scatenata da un pensiero e dalla suggestione. In letteratura medica non esiste una chiara definizione di cosa possa essere definito imperioso in relazione al numero di volte con cui il paziente è costretto a urinare. Pertanto l'urgenza minzionale indica semplicemente una schiacciante necessità di arrivare immediatamente in un bagno non appena si avverte lo stimolo, nonché lo stato di ansia che avverte il paziente quando non si trova in immediata prossimità di un bagno. Come già accennato la minzione imperiosa può associarsi alla necessità di urinare spesso (pollachiuria) e l'impulso della minzione si manifesta all'improvviso, talvolta accompagnato da dolore o disagio nella vescica o nel tratto urinario.

## Cause
La causa più comune di minzione frequente o urgente è un'infezione delle vie urinarie.
Altre cause meno frequenti sono:
- Eccessiva assunzione di liquidi
- Eccessiva assunzione di bevande a base di caffeina o bevande alcoliche
- Diabete mellito
- Uso di farmaci diuretici
- Patologie a carico della prostata (ad esempio iperplasia prostatica benigna o infezioni della prostata e altre cause di prostatite)
- Gravidanza, in particolare in fase avanzata (terzo trimestre), quando le aumentate dimensioni dell'utero generano pressione sulla vescica
- Endometriosi[4]
- Infezioni vaginali (vaginite)
- Cistocele
- Vescica iperattiva
- Cancro della vescica
- Cistite interstiziale
- Disturbo d'ansia

Più raramente la minzione imperiosa può anche secondaria ad altri disturbi quali: 
- Trattamento radioterapico effettuato in regione pelvica
- Processi infiammatori a carico dell'intestino (es. diverticolite)
- Disturbi del sistema nervoso di tipo ischemico (ictus) o degenerativo

## Diagnosi
Il disturbo è normalmente diagnosticato sulla base di un'attenta anamnesi e di un esame obiettivo. Quest'ultimo dovrebbe essere particolarmente focalizzato sulla ricerca di lesioni compatibili con una malattia sessualmente trasmissibile. Nei pazienti di sesso maschile riveste particolare importanza l'esame rettale che viene eseguito per valutare le dimensioni e la consistenza della prostata, nonché il tono rettale. Nelle donne l'esame pelvico deve essere orientato alla ricerca di segni indicativi di vaginite o altre infezioni dei genitali esterni e di un possibile cistocele. Per la ricerca delle cause è fondamentale l'esecuzione di un esame urine completo. Se si sospetta un'infezione delle vie urinarie (la causa più comune di minzione frequente e imperiosa), può essere necessario raccogliere sterilmente un campione d'urine per eseguire un'urinocoltura alla ricerca di eventuali germi responsabili.
A seconda della sospetta causa possono essere eseguiti diversi esami di secondo livello, fra cui la cistoscopia, l'esame urodinamico e l'uretrografia. Nei pazienti maschi, specie se di età avanzata, può essere necessario eseguire la determinazione dell'antigene prostatico specifico, l'ecografia prostatica transrettale e la biopsia prostatica.

## Trattamento
Il trattamento differisce a seconda della causa che sta alla base del sintomo; nella gran parte dei casi un semplice ciclo di terapia antibiotica è sufficiente a risolvere la minzione imperiosa associata a infezione delle vie urinarie.
Modifiche dello stile di vita (ad esempio un minor apporto di caffè o bevande alcoliche e una riduzione d'assunzione di liquidi in coloro che bevono eccessivamente) può aiutare alcuni pazienti. 
In alcune persone anche l'utilizzo di farmaci ad azione anticolinergica può contribuire a un miglior controllo della sintomatologia.